# Emma Bejanyan
Emma Bejanyan, in armeno Էմմա Բեջանյան (Erevan, 12 aprile 1984), meglio conosciuta come Emmy, è una cantante armena.

## Eurofestival
Nel febbraio del 2010, Emmy partecipò alla pre-selezione armena per l'Eurovision Song Contest 2010 con la canzone Hey (Let Me Hear You Say). La cantante arrivò seconda, subito dietro a Eva Rivas con Apricot Stone, che vinse e prese parte all'Eurovision Song Contest a Oslo, Norvegia.
Emmy rappresentò l'Armenia all'Eurovision Song Contest 2011 a Düsseldorf, Germania, senza arrivare in finale.